# Kundenmanagement
Kundenmanagement bezeichnet in der Betriebswirtschaft ein Instrument für eine Organisation, ihre Kundenorientierung zu verbessern. Ziele sind die kundenorientierte Ausrichtung des Unternehmens, die Stabilisierung gefährdeter Kundenbeziehungen und die Erhöhung der Kundenbindung. Damit verbinden sich mit dem Begriff sowohl strategische als auch operative Ansätze. Die Steigerung der Kundenbindung setzt dabei auf die Erkenntnis, dass es analog dem Pareto-Prinzip leichter, kostengünstiger und lukrativer ist, bestehende Kunden zu halten, als neue zu akquirieren. Dabei ist als Kundenwert die sogenannte Customer Lifetime Value (CLV) zu berücksichtigen.

## Kundenorientierte Strategie
Das ganze Unternehmen einschließlich seiner Prozesse und aller seiner Erfolgsfaktoren (Mitarbeiter etc.) wie auch der Kultur wird auf die Bedürfnisse der Kunden ausgerichtet. Dies erfordert einen umfassenden Ansatz, der systematisch mit der strategischen Ausrichtung einer Organisation verwoben werden muss. Hierzu dient die kundenzentrierte Planung, ein mehrstufiger Prozess, der von „außen“, d. h. vom Kunden, nach „innen“, d. h. zum Unternehmen und seinen internen Prozessen, verläuft. Wichtig dabei ist auch die Einbeziehung von Kennzahlensystemen, die den Grad der Zielerreichung abbilden und ggf. Ansatzpunkte zur Weiterentwicklung der festgelegten Aktionen aufzeigen.
- Wer sind unsere Kunden und wie sind ihre Anforderungen? Hierbei sind nicht nur die gegenwärtigen Kunden des Unternehmens zu sehen, sondern es geht auch darum, zusätzliche Marktsegmente zu identifizieren und generelle Entwicklungen der Absatzmärkte vorauszusehen. Aus den verschiedensten Gründen werden immer Kunden „abwandern“: Verschiebungen auf den Absatzmärkten der Kunden, Aufkommen von Wettbewerbsprodukten zu unserem Angebot, technologische Veränderungen auf Kundenseite (Wechsel auf eine andere Produktionstechnik u. ä.).

- Welche unserer Produkte oder Dienstleistungen erfüllen die Anforderungen der anvisierten Marktsegmente, bei denen wir einen nachhaltigen Wettbewerbsvorteil besitzen? Kunden werden sich immer dann für ein Produkt oder eine Dienstleistung entscheiden, wenn sie davon einen höheren Nutzen erwarten als von Wettbewerbsangeboten. Die Nutzenerwartungen können ökonomischer, ökologischer, funktioneller oder psychologischer Natur sein.

- Welche Strategien und Programme, Ressourcen, Kompetenzen und Prozesse sind nötig, um die identifizierten Produkte oder Dienstleistungen effizient zu entwickeln, zu produzieren und zu vermarkten sowie ggf. After-Sales-Service zu leisten? Bei diesem Schritt geht es sowohl um die Entwicklung von Marketingprogrammen (Marketing-Mix) als auch um die interne Organisation des Unternehmens, die sich an die Marktanforderungen anpassen muss. Hierzu gehören auch Personalentwicklungsprogramme: Beispielsweise erfordert die Internationalisierung der Vertriebsaktivitäten, dass mehr Mitarbeiter Fremdsprachen beherrschen.

Werden die Nutzenerwartungen der Kunden nicht erfüllt, wird das Unternehmen nicht langfristig erfolgreich sein können. Werden die Erwartungen der Kunden dagegen übererfüllt, kann dies zu überhöhten Marketingkosten führen (siehe hierzu den Abschnitt Kunden-Portfolio im Artikel Kundenwert). Die im Planungsprozess entwickelten Aktionen haben bestimmte Effekte auf dem Absatzmarkt. Es geht in diesem Schritt darum, Ursache-Wirkungs-Modelle zu entwickeln, empirisch zu testen und in Form eines Kundenzentrierten Kennzahlensystem abzubilden. Zum Beispiel könnte es einen Zusammenhang geben zwischen der Kundenbindung (customer retention rate), der Anzahl der Reklamationen und der Qualität der Produkte. Die ermittelten Kennzahlen dienen zur kontinuierlichen Weiterentwicklung des Unternehmens im Sinne einer lernenden Organisation.

## Elemente

### Beschwerdemanagement
Reklamations- oder Beschwerdemanagement ist zwingender Bestandteil einer konsequenten Ausrichtung auf die Bedürfnisse der Kunden. Dazu gibt es professionelle Standards, die unter Beschwerdemanagement ausgeführt werden.
Viele Firmen jedoch sind auf Beschwerden, Anregungen oder Hinweise nicht gut eingestellt. Den Kunden wird es schwer gemacht, eine befriedigende Reaktion zu erhalten. Wichtig ist es, das von Kunden angesprochene Problem zur Zufriedenheit zu lösen. Das Gefühl, bei einer Beschwerde ernst genommen zu werden, ist ein erster Schritt zum zufriedenen Kunden. Das Unternehmen kann dabei von Anregungen lernen, denselben Fehler nicht noch mal zu machen und seine Prozesse optimieren.

### Kundenbeziehungsmanagement
Kundenpflege oder CRM (en. Customer Relationship Management) bezeichnet die Verwaltung von Kundenbeziehungen, da die Unternehmensaktivitäten auf langfristige Kundenbeziehungen ausgerichtet sind, um den Erfolg des Unternehmens zu steigern. Hierzu werden von diversen Herstellern CRM-Software-Pakete angeboten.

### Kundenkontaktmanagement
Kundenkontaktpunkte entstehen überall dort, wo der Kunde mit einem Unternehmen bzw. seinen Produkten und Dienstleistungen in Berührung kommt. Das Kundenkontaktmanagement, oft auch Kundenkontaktpunktmanagement (engl. Customer Touchpoint Management) genannt, umfasst die Koordination aller Maßnahmen dergestalt, dass den Kunden an jedem Kontaktpunkt (engl. Touchpoint) eine mindestens zufriedenstellende Erfahrung geboten wird, ohne dabei die Prozesseffizienz aus dem Auge zu verlieren. Ziel ist das stete Optimieren der Kundenerlebnisse an den einzelnen Kontaktpunkten, um die bestehenden Kundenbeziehungen zu festigen und im besten Fall Weiterempfehlungen zu generieren.
Die unterschiedlichen Kontakte über die Vielzahl funktionaler Einheiten hinweg zu managen, erweist sich oftmals als der operative Knackpunkt von ganzheitlichem Kundenmanagement. Dabei muss es den Unternehmen gelingen, mit einem integrierten Kontaktmanagement über die verschiedenen Kundenkontaktpunkte und Kanäle einen einheitlichen konsistenten Auftritt (Corporate Identity) zu gewährleisten. Alle Unternehmensvertreter müssen die gleichen Unternehmensbotschaften kommunizieren, unabhängig von ihrer Funktion: ob in der Telefonzentrale oder am Empfang, ob als Verkaufsberater, Marketingleiter oder Mitarbeiter im Service Center. Entsprechendes gilt auch für alle Kommunikationsmedien und -kanäle.

### Key Account Management
In erster Linie bedeutet Key-Account-Management die Betreuung von Großkunden durch spezielle Manager. Merkmale dieser Betreuung sind eine kundenorientierte Einstellung, differenzierte Bearbeitungsformen, spezielle Organisationsformen und Arbeitsmethoden/Techniken.